# Денишенхаген
Денишенхаген (њем. Dänischenhagen) општина је у њемачкој савезној држави Шлезвиг-Холштајн. Једно је од 165 општинских средишта округа Рендсбург. Према процјени из 2010. у општини је живјело 3.647 становника. Посједује регионалну шифру (AGS) 1058037.

## Географски и демографски подаци
Денишенхаген се налази у савезној држави Шлезвиг-Холштајн у округу Рендсбург. Општина се налази на надморској висини од 6 метара. Површина општине износи 15,7 km². У самом мјесту је, према процјени из 2010. године, живјело 3.647 становника. Просјечна густина становништва износи 232 становника/km².